# Thor – Der Allmächtige
Thor – Der Allmächtige ist ein US-amerikanischer Fantasyfilm von Christopher Ray aus dem Jahr 2011, produziert von The Asylum. Im gleichen Jahr entstand mit Thor ein Blockbuster.

## Handlung
In Asgard will Loki in den Besitz des unbesiegbaren Hammers kommen, um damit den Baum des Lebens zu zerstören. Odin leistet Widerstand und wird dafür gemeinsam mit seinem einen Sohn Baldir ermordet. Der überlebende Sohn Thor erweist sich als Weichei, das erst einmal von Jarnsaxa in die hohe Kunst des Kriegshandwerks eingeweiht werden muss. Ein paar Demütigungen durch Loki später findet sich Thor im heutigen Los Angeles wieder und es kommt schließlich zum finalen Kampf mit Loki.

## Produktion
Thor – Der Allmächtige wurde am 7. Mai 2011 in den USA veröffentlicht. In Deutschland wurde der Film am 24. Februar 2012 veröffentlicht. Am 7. August 2015 war Thor – Der Allmächtige im Rahmen der Reihe Die schlechtesten Filme aller Zeiten (SchleFaZ) auf Tele 5 im deutschen Fernsehen zu sehen, wobei er von Oliver Kalkofe und Peter Rütten kommentiert wurde.

## Kritik
Das Lexikon des internationalen Films kritisierte, der Film sei ein „[h]anebüchener, eher durch unfreiwillige Komik, nicht vorhandene Schauspielkunst und schlechte Spezialeffekte auffallender Fantasy-Film“.